# Ullandhaug (Berg)

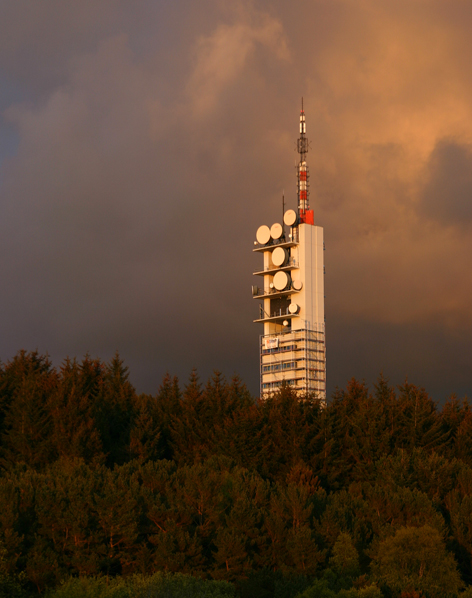
Ullandhaugtårnet, 2007

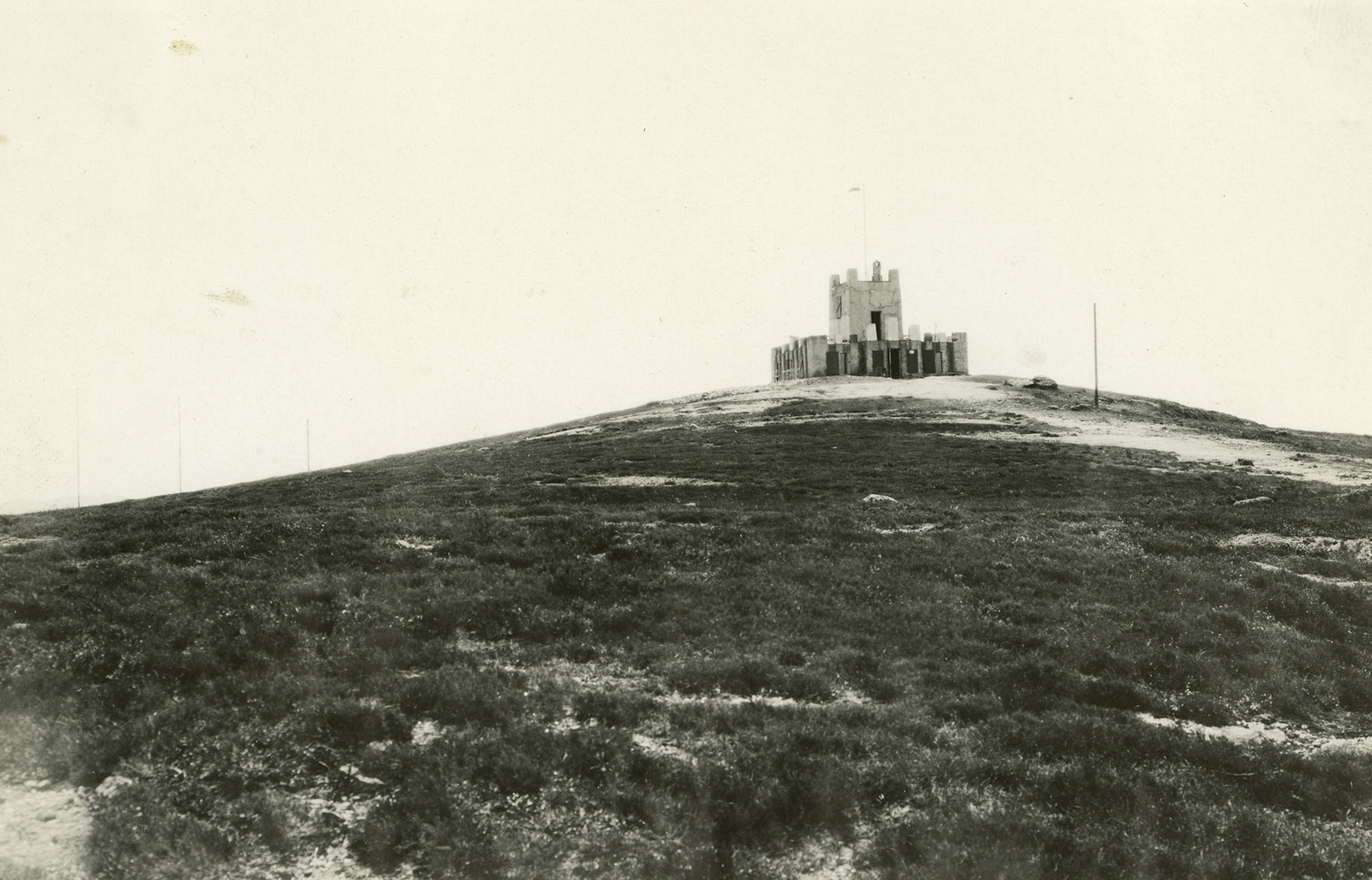
Ullandhaug mit Haraldturm um 1900

Der Ullandhaug ist ein Berg in der norwegischen Stadt Stavanger in der Provinz Rogaland.
Er erreicht eine Höhe von 136,8 Metern und erhebt sich südwestlich der Stavanger Stadtzentrums im zum Distrikt Sørmarka gehörenden gleichnamigen Stadtteil Ullandhaug. Der bis auf die Kuppe selbst bewaldete Hügel ist nach dem Jåttånuten die zweithöchste Erhebung der Stavangers. Auf dem Berg befindet sich der Sendeturm Ullandhaugtårnet sowie auf den Haraldturm zurückgehende Gedenksteine. An der Westseite des Hügels befindet sich der Botanische Garten Stavanger.
1895 wurde auf dem damals baumfreien Ullandhaug der als Gedenkstätte an die historische Schlacht am Hafrsfjord konzipierte Haraldturm errichtet. Um das Gebiet besser vor Wind zu schützen, wurde 1908 ein Aufforstungsprogramm beschlossen, das auch den Ullandhaug betraf und ab 1910 umgesetzt wurde. In den 1930er Jahren wurde das Projekt unter Einbeziehung von Schulen intensiviert. 1938 entstand am steilen Südwesthang eine Skisprungschanze und eine Slalompiste. Zu einem Wettbewerb im Jahr 1939 wurden annähernd 10.000 Besucher gezählt.
Im Zweiten Weltkrieg wurde auf dem Ullandhaug von deutschen Truppen eine Flugabwehrbatterie errichtet und dafür der Haraldturm abgerissen.
1948 wurde die bei einem Sturm zerstörte Sprungschanze wieder aufgebaut, in späterer Zeit jedoch wieder aufgegeben. Von der Schanze sind noch Reste zu erkennen. 1964 entstand an der Stelle des ehemaligen Haraldturms der Telekommunikationsturm Ullandhaugtårnet, westlich von ihm wurde die ursprünglich zum Haraldturm gehörigen 16 Gedenksteine aufgestellt.